# Kontragitarre

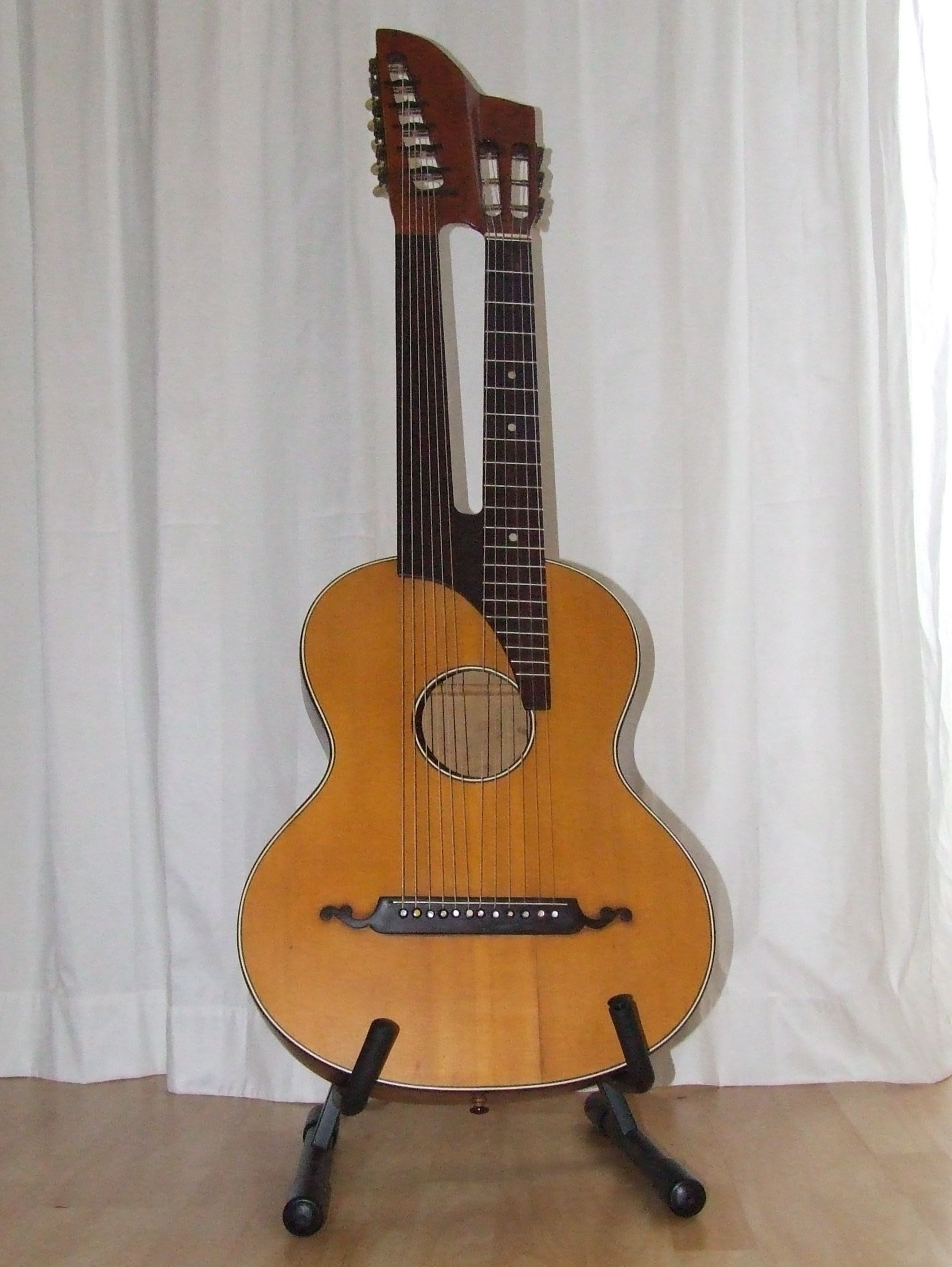
12-saitige Kontragitarre („deutsche“ Ausführung)

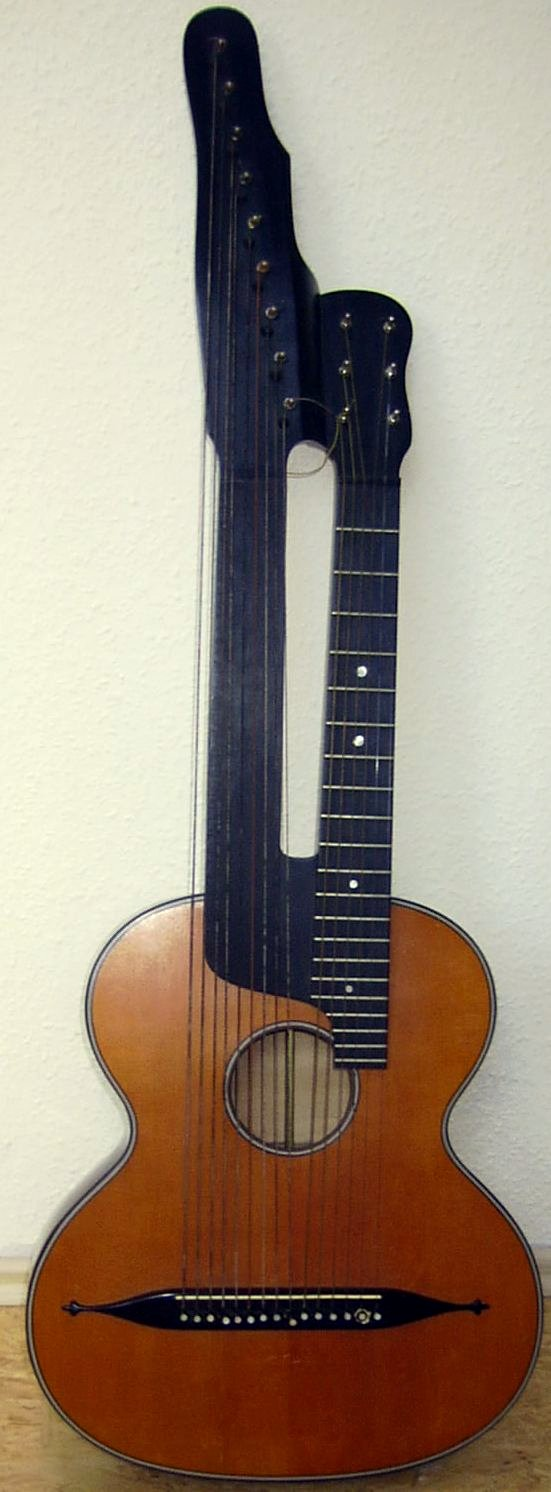
15-saitige Schrammelgitarre

Die Kontragitarre bzw. Schrammelgitarre ist eine Sonderbauform der akustischen Gitarre mit einer in den Bassbereich hinein erweiterten Besaitung. Ihr Hauptverbreitungsgebiet ist der alpenländische Raum. Sie wird sowohl in der Wienermusik (Schrammelmusik, benannt nach den Brüdern Johann und Josef Schrammel) als auch in der alpenländischen Volksmusik verwendet.

## Bauform
Die Kontragitarre hat zusätzlich zu dem normalen Gitarrenhals mit sechs Saiten und Griffbrett zumeist einen zweiten Hals, über den drei bis elf Basssaiten freischwingend gespannt sind (Bordun- oder Kontrasaiten). Typisch ist hier die Bauform mit sieben oder neun Kontrasaiten, das heißt insgesamt 13 oder 15 Saiten. Die Basssaiten werden nicht gegriffen, sondern einzeln offen angezupft wie bei der Harfengitarre. Der Hals der Basssaiten benötigt daher kein Griffbrett. Die Basssaiten schwingen außerdem als Resonanzsaiten passiv mit und sorgen so für einen volleren Klang. Darin unterscheidet sich die Kontragitarre von anderen Doppelhalsgitarren, die bundierte Griffbretter an beiden Hälsen tragen.
Vielfach ist der Doppelhals mit einem gemeinsamen Halsfuß ausgestattet, welcher am Korpus häufig durch eine Schraube durch den Halsfuß geschraubt ist und nicht fest eingeleimt wie z. B. bei der Konzertgitarre. Dadurch lässt sich die Saitenlage, also der Abstand vom Griffbrett zur Saite, regulieren.
Weiterhin sind Bauformen mit angesetzter zweiter Kopfplatte und Stabstütze (Hermann Hauser, Otwin) bekannt. Es existieren sowohl Instrumente mit gleich langer (63–68 cm) als auch solche mit aufsteigender (63–93 cm) Bassmensur. Standardmensur der Spielsaiten ist 64 cm (z. B. Reisinger und Wesely), bei neueren Instrumenten auch 65 cm. Die Korpusse historischer Kontragitarren sind zumeist recht flach (8 cm) und im Vergleich mit sechssaitigen Gitarren überbreit gebaut.
Eine Ausführung als Wappengitarre ist bei deutschen Herstellern (z. B. Raab aus München) nicht selten. Bei den Wiener Instrumentenbauern findet man sie aber fast gar nicht.
Ein guter Teil der Kontra- und Schrammelgitarren wurde ursprünglich für Stahlbesaitung konzipiert. Die hohe Zugbelastung führt jedoch – gerade bei alten Instrumenten – häufig zu gravierenden Schädigungen der Instrumentenstatik.

## Typen und Stimmungen
Die Kontragitarre kennt zwei unterschiedliche Stimmungen der Bordunbesaitung: 
- Die deutsche Ausführung mit einer geraden Saitenanzahl, zumeist zwölf, wird wie die deutsche Basslaute von der tiefsten Spielsaite ausgehend diatonisch abwärts gestimmt, bei der zwölfsaitigen Kontragitarre also ,F–,G–,A–,H–C–D | E–A–d–g–h–e’. Die meisten zwölfsaitigen Kontragitarren wurden teilweise bis in die 1960er Jahre im Vogtland gefertigt und setzten damit die Spieltradition der ab 1930 langsam aussterbenden deutschen Basslauten für einen gewissen Zeitraum fort.
- Die um die Mitte des 19. Jahrhunderts in Wien entwickelte sogenannte Schrammelgitarre ist an einer ungeraden Anzahl von Saiten (13, 15 oder 17, teilweise aber auch abweichend) zu erkennen. Die Basssaiten werden hier üblicherweise chromatisch von Es abwärts gestimmt, bei der 13-saitigen Kontragitarre also ,A–,Hb–,H–C–Db–D–Eb |E–A–d–g–h–e’.[1] Als Entwickler dieses Instruments gilt der Wiener Instrumentenbauer Johann Gottfried Scherzer, der Versuche seines ehemaligen Lehrherren Johann Georg Stauffer aus dem Jahr 1848 fortführte und entscheidend verbesserte. Die bekanntesten Schrammelgitarrenhersteller sind wahrscheinlich Ludwig Reisinger (geboren am 15. Juli 1863, Wien) mit seiner Werkstatt in der Westbahnstr. und dessen Nachfolger Josef Wesely (geboren am 9. April 1904, Wien). Die Werkstatt wurde von Richard Witzmann (geboren am 2. Juni 1953, Tirol) übernommen, der sie noch heute führt.

Wiener Schrammelgitarren weisen eine aufsteigende Bassmensur auf. Typisch für die Wiener Schrammelgitarre ist ihre bassseitig gewirbelte Kopfplatte. Ein häufig zu findendes Bauelement ist ein in den Korpus eingesetzter Stab aus Metall, sehr selten aus Holz, welcher den Saitenzug kompensiert und das freie Schwingen des Korpus verbessert. Bekannt für den Bau klangstarker Schrammelgitarren war etwa der Wiener Gitarrenbauer Franz Xaver Güttler (1857–1924), der 1899 seine Werkstätte in Wien eröffnet hatte.